# Cosmo Duff-Gordon
Sir Cosmo Edmund Duff-Gordon, 5th Baronet, škotski športnik in posestnik * 22. julij 1862 Škotska † 20. april 1931 London, Velika Britanija.                                                            
Duff-Gordon je tekmoval na olimpijskih igrah v Atenah leta 1906. Najbolj znan je potem, da je preživel potop ladje RMS Titanic leta 1912. Zaradi tega je bil proti njemu sprožen velik prepir.  
Leta 1900 se je poročil z Lucy, Lady Duff-Gordon, ki je tudi preživela potop Titanica.